# Get Well Soon
Get Well Soon - projekt muzyczny i grupa niemieckiego singer-songwritera Konstantina Groppera (ur. 28 września 1982 w Biberach an der Riß).
Nad swoim pierwszym albumem, Rest Now, Weary Head! You Will Get Well Soon Gropper pracował 3 lata. Album ukazał się w 2008 i został bardzo dobrze przyjęty przez krytyków i słuchaczy, co potwierdził sukces promującej go trasy koncertowej.
Również w 2008 Konstantin Gropper wziął udział w nagraniu ścieżki dźwiękowej do filmu Spotkanie w Palermo Wima Wendersa.
W 2010 ukazał się drugi album - Vexations, w przeciwieństwie do pierwszej płyty nagrany z towarzyszeniem całego zespołu.
W listopadzie 2010 roku Get Well Soon wystąpi w Polsce w ramach festiwalu Ars Cameralis.

## Dyskografia

### Albumy
- Rest Now, Weary Head! You Will Get Well Soon (2008)
- Vexations (2010)

### Epki
- A Secret Cave, A Swan (2005)
- My Tiny Christmas Tragedy (2005)
- Glaciers, Kisses, Apples, Nuts (2006)
- All That Keeps Us From Giving In (2007)
- Songs Against The Glaciation (2008)

### Single
- If This Hat Is Missing I Have Gone Hunting (2008)
- Witches, Witches! Rest Now In The Fire (2008)